# Salix bikouensis
Espèce
Classification APG III (2009)
Salix bikouensis est une espèce de plantes à fleurs de la famille des Salicaceae. C'est un arbuste avec des branches brunes ou rouge sombre (bordeaux) et des feuilles mesurant de 3,5 à 6 centimètres de long. L'espèce est originaire de Chine.

## Description
Salix bikouensis est un arbuste qui peut atteindre 5 mètres de haut. Ses branches sont velues quand elles sont jeunes mais deviennent glabres avec l'âge. Les feuilles sont portées par un pétiole de 2 à 3 mm de long. De forme lancéolée, mesurant de 3,5 à 6 cm de long pour 1,4 à 1,6 cm de large, elles sont terminées par une pointe parfois petite. Leur partie supérieure est verte, le dessous étant pâle, les deux faces sont duveteuses.
Les inflorescences sont de petits chatons de 2 à 2,2 cm de long et 4 à 5 mm de large. Leur pétiole mesure 5 mm de long. Les fleurs mâles portent deux nectaires. Les fleurs femelles font de 1,6 à 2 cm de long. La floraison a lieu avant ou en même temps que l'arrivée des feuilles, d'avril à mai,.

## Répartition et habitat
L'habitat d'origine se trouve dans les provinces chinoises de Gansu, Hubei et Shaanxi, dans des zones humides, à une altitude allant de 700 à 900 mètres.

## Synonymie
- Salix bikouensis var. bikouensis, avec des ovaires velus. Dans les provinces de Gansu, Hubei et Shaanxi[1].
- Salix bikouensis var. villosa, Y. L. Chou, avec de fines branches pendantes et des ovaires partiellement velus, située dans le Hubei[1],[3].